# Liste der Generalsuperintendenten in Eisenach
Diese Liste der Generalsuperintendenten in Eisenach zeigt alle Amtsträger während der Zeit des Bestehens der Generalsuperintendentur zu Eisenach in Thüringen. Während des Bestehens eines eigenständigen Fürstentums Sachsen-Eisenach im 16. bis 18. Jahrhundert war sie die einzige Generalsuperintendentur im Land. Als Sachsen-Eisenach 1741 Teil des Herzogtums Sachsen-Weimar-Eisenach wurde, blieben die Generalsuperintendentur und auch das Oberkonsistorium in Eisenach zunächst bestehen. Erst durch eine Verordnung vom 25. September 1849 wurden beide Oberkonsistorien (und damit die Generalsuperintendenturen) in Eisenach und Weimar aufgelöst, um eine einheitliche Landeskirche zu schaffen. Der letzte Eisenacher Generalsuperintendent Nebe durfte seinen Titel jedoch noch bis zum Eintritt in den Ruhestand führen.

## Generalsuperintendenten
- 1611–1626 Nikolaus Rebhan
- 1627 Matthäus Reusch
- 1627–1636 Johann Götz
- 1636–1648 Johann Wagner
- 1648–1683 Kaspar Rebhan
- 1683–1691 Johann Ludwig Gombracht
- 1691–1719 Johann Christoph Zerbst
- 1720–1741 Thomas Andreas Nicander
- 1741–1744 unbesetzt
- 1744–1761 Johann Weißenborn
- 1761–1762 Eberhard Schmidt
- 1763 Johann Gottlieb Nike
- 1764–1781 Johann Christian Köhler
- 1782–1797 Christian Wilhelm Schneider
- 1798–1804 Johann Ludwig Gottfried Vogt
- 1804–1806 Christian Victor Kindervater
- 1807–1816 Johann Friedrich Haberfeld
- 1816–1853 Johann August Nebe